# Jagdgeschwader 114
Jagdgeschwader 114 (dobesedno slovensko: Lovski polk 114; kratica JG 114) je bil lovski letalski polk (Geschwader) v sestavi nemške Luftwaffe med drugo svetovno vojno; to je bila šolska enota za učenje novih pilotov.

## Organizacija
- štab
- 1. eskadrilja
- 2. eskadrilja[1]